# Tischtennis-Europameisterschaft 1974
Die 9. Tischtennis-Europameisterschaft fand im April 1974 in Novi Sad (Jugoslawien) in der Messehalle statt.
Die schwedische Herrenmannschaft wurde zum sechsten Mal in Folge Europameister. Bei den Damen holte das Team der Sowjetunion den Titel, ebenfalls das UdSSR-Mixed Stanislaw Gomoskow/Soja Rudnowa. Am erfolgreichsten war Ungarn, das drei Goldmedaillen gewann: Im Dameneinzel Judit Magos, im Damendoppel Judit Magos/Henriette Lotaller sowie im Herrendoppel István Jónyer/Tibor Klampár. Hinzu kommen drei Silbermedaillen für Ungarn. Herren-Europameister im Einzel wurde Milan Orlowski (ČSSR).
Von den deutschen Mannschaften erreichten die Herren Platz 8 und die Damen Platz 6. Das Viertelfinale erreichten im Dameneinzel Ursula Hirschmüller, im Damendoppel Edit Wetzel/Wiebke Hendriksen und im Herrendoppel Jochen Leiß/Wilfried Lieck. Bundestrainer war der Schwede Hans Alsér, die Damen wurden von Hannelore Schlaf betreut.

## Austragungsmodus Mannschaften
Insgesamt nahmen 27 Herren- und 23 Damenteams teil.
Der Austragungsmodus für die Mannschaften wurde gegenüber den früheren Europameisterschaften geändert. Sowohl bei den Damen als auch bei den Herren traten die 12 Erstplatzierten der vorherigen EM 1972 in den Sechser-Gruppen A und B an, wo sie um den Titel spielten. Die restlichen Nationen wurden in die Dreier bzw. Zweiergruppen gelost und spielten um die Plätze 13 abwärts. Hier bildeten sich bei den Herren fünf Gruppen C, D, E, F, G sowie bei den Damen vier Gruppen C, D, E, F.
Analog dem Paarkreuzsystem (ohne Doppel) spielten die Ersten und Zweiten der Gruppen A und B die Plätze 1 bis 4 aus, die Dritten und Vierten die Plätze 5 bis 8, die Fünften und Sechsten die Plätze 9 bis 12.
Die Ersten der restlichen Gruppen kämpften in einer Runde Jeder gegen Jeden um die Plätze 13 bis 17 bei den Herren bzw. um die Plätze 13 bis 16 bei den Damen, die Zweiten um die Plätze 18 bis 22 bei den Herren bzw. um die Plätze 17 bis 20 bei den Damen usw.
Ein Mannschaftskampf wurde bei den Herren nach dem Swaythling-Cup-System bei Dreiermannschaften, d. h. Jeder gegen Jeden ohne Doppel durchgeführt. Die Damen spielten nach dem Corbillon-Cup-System für Zweiermannschaften.

### Gruppenspiele Herren
| Platz | Vorrunde – Gruppe A | Vorrunde – Gruppe B | Spiel um die Plätze         |
| ----- | ------------------- | ------------------- | --------------------------- |
| 1.    | Schweden            | Jugoslawien         | 1 - 4: SWE, HUN, JUG, ČSSR  |
| 2.    | Ungarn              | ČSSR                | 1 - 4: SWE, HUN, JUG, ČSSR  |
| 3.    | Frankreich          | UdSSR               | 5 - 8: UdSSR, ENG, FRA, GER |
| 4.    | Deutschland         | England             | 5 - 8: UdSSR, ENG, FRA, GER |
| 5.    | Rumänien            | Niederlande         | 9 - 12: ROM, AUT, DK, NED   |
| 6.    | Österreich          | Dänemark            | 9 - 12: ROM, AUT, DK, NED   |

| Platz | Gruppe C | Gruppe D   | Gruppe E  | Gruppe F  | Gruppe G     | Spiel um die Plätze              |
| ----- | -------- | ---------- | --------- | --------- | ------------ | -------------------------------- |
| 1.    | Polen    | Italien    | Bulgarien | Luxemburg | Griechenland | 13 - 17: POL, BUL, ITA, LUX, GRE |
| 2.    | Norwegen | Schottland | Belgien   | Schweiz   | Finnland     | 18 - 22: BEL, SWZ, FIN, SCO, NOR |
| 3.    | Wales    | Jersey     | Spanien   | Guernsey  | Türkei       | 23 - 27: ESP, WAL, TUR, GUE, JER |

### Gruppenspiele Damen
| Platz | Vorrunde – Gruppe A | Vorrunde – Gruppe B | Spiel um die Plätze          |
| ----- | ------------------- | ------------------- | ---------------------------- |
| 1.    | Ungarn              | UdSSR               | 1 - 4: UdSSR, HUN, ČSSR, ENG |
| 2.    | ČSSR                | England             | 1 - 4: UdSSR, HUN, ČSSR, ENG |
| 3.    | Rumänien            | Deutschland         | 5 - 8: ROM, GER, JUG, SWE    |
| 4.    | Schweden            | Jugoslawien         | 5 - 8: ROM, GER, JUG, SWE    |
| 5.    | Polen               | Bulgarien           | 9 - 12: POL, BUL, FRA, GRE   |
| 6.    | Griechenland        | Frankreich          | 9 - 12: POL, BUL, FRA, GRE   |

| Platz | Gruppe C    | Gruppe D   | Gruppe E  | Gruppe F | Spiel um die Plätze         |
| ----- | ----------- | ---------- | --------- | -------- | --------------------------- |
| 1.    | Niederlande | Österreich | Luxemburg | Schweiz  | 13 - 16: LUX, NED, SWZ, AUT |
| 2.    | Schottland  | Spanien    | Belgien   | Dänemark | 17 - 20: BEL, DAN, ESP, SCO |
| 3.    | Türkei      | Guernsey   | Italien   |          | 23 - 27: TUR, ITA, GUE      |

Aufstieg
1. 1 2 3 4  Aufsteiger

Abstieg
1. 1 2 3 4  Absteiger

## Abschneiden der Deutschen

### Herrenmannschaft Deutschland
Die deutsche Herrenmannschaft setzte sich in der Vorrundengruppe A gegen Österreich und Rumänien durch, verlor jedoch Schweden, Ungarn und Frankreich. Damit belegte sie Platz vier und spielte daraufhin in der Hauptrunde um die Plätze 5 bis 8. Hier unterlag sie der UdSSR mit 0:5 und gegen Frankreich mit 2:5 und wurde Achter.

### Damenmannschaft Deutschland
Die deutschen Damen starteten in der Vorrundengruppe B und gewannen hier gegen Frankreich und Bulgarien jeweils mit 3:0. Mit dem gleichen Ergebnis gingen die Spiele gegen die UdSSR und Jugoslawien verloren, zudem unterlagen sie England mit 2:3. Dies reichte für Platz drei und die Hauptrundenkämpfe um die Plätze 5 bis 8. Hier besiegten sie Schweden mit 3:1 und verloren im Kampf um Platz 5 gegen Rumänien mit 1:3. Somit wurden sie Sechster.

### Herreneinzel
- Jochen Leiß: Sieg gegen Niels Ramberg (Dänemark), Ferenc Timar (Ungarn), Panait (Rumänien), Niederlage gegen Sarkis Sarchajan (UdSSR)
- Manfred Baum: Sieg gegen Petar Mitev (Bulgarien), Emmanuel Diakakis (Griechenland), Niederlage gegen Desmond Douglas (England)
- Klaus Schmittinger: Sieg gegen Luna Fernandez (Spanien), Kevin Marsh (Guernsey), Niederlage gegen Rudolf Weinmann (Österreich)
- Peter Stellwag: Sieg gegen Norbert van de Walle (Belgien), Pal Guttormsen (Norwegen), Niederlage gegen János Borzsei (Ungarn)
- Wilfried Lieck: Freilos, Sieg gegen Richard Yule (Schottland), Niederlage gegen Bagrat Burnazjan (UdSSR)

### Dameneinzel
- Wiebke Hendriksen: Sieg gegen Eržebet Palatinuš (Jugoslawien), Niederlage gegen Anna Molnar (Ungarn)
- Ursula Hirschmüller: Sieg gegen Theresia Földy (Schweiz), Irena Cordas (Jugoslawien), Beatrix Kisházi (Ungarn), Niederlage im Viertelfinale gegen Swetlana Fedorova (UdSSR)
- Edit Wetzel: Sieg gegen Annie Larsen (Dänemark), Marian van de Vliet (Niederlande), Niederlage gegen Judit Magos (Ungarn)
- Monika Kneip: Niederlage gegen Eleonora Vlaicov (Rumänien)

### Herrendoppel
- Klaus Schmittinger/Peter Stellwag: Sieg gegen Gueorghi Damianov/Bojidar Ghentschev (Bulgarien), Josef Bauregger/Herbert Suda (Österreich), Niederlage gegen Jaroslav Kunz/Milan Orlowski (ČSSR)
- Jochen Leiß/Wilfried Lieck: Sieg gegen Ioannis Mandilas/Dimitrios Zikos (Griechenland), Harald Meland/Knut Havag (Norwegen), Zbigniew Fraczyk/Andrzej Baranowski (Polen), Niederlage im Viertelfinale gegen Antun Stipančić/Dragutin Šurbek (Jugoslawien)
- Manfred Baum/Christian Martin (Frankreich): Niederlage gegen Antun Stipančić/Dragutin Šurbek (Jugoslawien)

### Damendoppel
- Monika Kneip/Ursula Hirschmüller: Niederlage gegen Erzebet Korpa/Branka Batinić (Jugoslawien)
- Edit Wetzel/Wiebke Hendriksen: Sieg gegen Ann-Christin Hellman/Birgitta Olsson (Schweden), Swetlana Fedorova/Elmira Antonyan (UdSSR), Niederlage im Viertelfinale gegen Alica Grofová/Maria Alexandru (ČSSR/Rumänien)

### Mixed
- Peter Stellwag/Edit Wetzel: Niederlage gegen Bert van de Helm/Marian Wagemakers (Niederlande)
- Klaus Schmittinger/Ursula Hirschmüller: Sieg gegen Petar Mitev/Yordanka Ditschinova (Bulgarien), Andre Hartmann/Berthy Krier (Luxemburg), Niederlage gegen Jacques Secrétin/Claude Bergeret (Frankreich)
- Jochen Leiß/Monika Kneip: Niederlage gegen Jaroslav Kunz/Blanka Šilhánová (ČSSR)
- Wilfried Lieck/Wiebke Hendriksen: Sieg gegen Jean Krier/Jeanny Dom (Luxemburg), Bojidar Ghentschev/Emilia Neikova (Bulgarien), Niederlage gegen Desmond Douglas/Linda Howard (England)

## Wissenswertes
- Edit Wetzel gewann im Einzelwettbewerb gegen Annie Larsen (Dänemark) einen Satz mit 21:0.[1]
- DTTB-Vizepräsident Dr. Heinz-Joachim Kermel überreichte bei den Siegerehrungen die Medaillen.[2]

## Ergebnisse
| Wettbewerb        | Rang | Sieger                                                                                                   |
| ----------------- | ---- | --- |
| Mannschaft Herren | 1.   | Schweden (Stellan Bengtsson, Kjell Johansson, Anders Johansson, Ingemar Wikström, Bo Persson)            |
| Mannschaft Herren | 2.   | Ungarn (Gábor Gergely, István Jónyer, Tibor Klampár, János Borzsei)                                      |
| Mannschaft Herren | 3.   | Jugoslawien (Dragutin Šurbek, Milivoj Karakašević, Antun Stipančić, Zlatko Čordaš)                       |
| Mannschaft Herren | 4.   | ČSSR (Jaroslav Kunz, Milan Orlowski, Josef Dvořáček)                                                     |
| Mannschaft Herren | 8.   | Deutschland (Peter Stellwag, Jochen Leiß, Wilfried Lieck, Klaus Schmittinger, Manfred Baum)              |
| Mannschaft Herren | 10.  | Österreich (Heinz Schlüter, Rudolf Weinmann, Josef Bauregger, Herbert Suda, Erwin Spangl, Günter Müller) |
| Mannschaft Herren | 19.  | Schweiz (Laszlo Földy, Erwin Heri, Markus Frutschi, Gabriele Pampuri)                                    |
| Mannschaft Damen  | 1.   | UdSSR (Elmira Antonyan, Soja Rudnowa, Swetlana Fedorova, Asta Gedraitite)                                |
| Mannschaft Damen  | 2.   | Ungarn (Judit Magos, Beatrix Kisházi, Henriette Lotaller)                                                |
| Mannschaft Damen  | 3.   | ČSSR (Alica Grofová, Hana Riedlova)                                                                      |
| Mannschaft Damen  | 4.   | England (Linda Howard, Jill Hammersley, Karenza Mathews)                                                 |
| Mannschaft Damen  | 6.   | Deutschland (Edit Wetzel, Wiebke Hendriksen, Ursula Hirschmüller)                                        |
| Mannschaft Damen  | 15.  | Schweiz (Éva Földy, Vreni Lehmann, Catherine Boppe)                                                      |
| Mannschaft Damen  | 16.  | Österreich (Margret Wagner, Monika Sandpeck)                                                             |
| Herren Einzel     | 1.   | Milan Orlowski (ČSSR)                                                                                    |
| Herren Einzel     | 2.   | Gábor Gergely (HUN)                                                                                      |
| Herren Einzel     | 3.   | Kjell Johansson (SWE)                                                                                    |
| Herren Einzel     | 3.   | Dragutin Šurbek (YUG)                                                                                    |
| Damen Einzel      | 1.   | Judit Magos (HUN)                                                                                        |
| Damen Einzel      | 2.   | Ann-Christin Hellman (SWE)                                                                               |
| Damen Einzel      | 3.   | Soja Rudnowa (UdSSR)                                                                                     |
| Damen Einzel      | 3.   | Swetlana Fedorova (UdSSR)                                                                                |
| Herren Doppel     | 1.   | István Jónyer/Tibor Klampár (HUN)                                                                        |
| Herren Doppel     | 2.   | Kjell Johansson/Stellan Bengtsson (SWE)                                                                  |
| Herren Doppel     | 3.   | Sarkis Sarchajan/Stanislaw Gomoskow (UdSSR)                                                              |
| Herren Doppel     | 3.   | Dragutin Šurbek/Antun Stipančić (YUG)                                                                    |
| Damen Doppel      | 1.   | Judit Magos/Henriette Lotaller (HUN)                                                                     |
| Damen Doppel      | 2.   | Alica Grofová/Maria Alexandru (ČSSR/ROM)                                                                 |
| Damen Doppel      | 3.   | Soja Rudnowa/Asta Gedraitite (UdSSR)                                                                     |
| Damen Doppel      | 3.   | Eleonora Vlaicov/Magdalena Leszay (ROM)                                                                  |
| Mixed             | 1.   | Stanislaw Gomoskow/Soja Rudnowa (UdSSR)                                                                  |
| Mixed             | 2.   | Milan Orlowski/Alica Grofová (ČSSR)                                                                      |
| Mixed             | 3.   | Jacques Secrétin/Claude Bergeret (FRA)                                                                   |
| Mixed             | 3.   | Antun Stipančić/Maria Alexandru (ROM)                                                                    |

## Teilnehmer

### Herren
| Rang | Nation       | Teilnehmer |
| ---- | ------------ | --- |
| 1    | Schweden     | Stellan Bengtsson, Kjell Johansson, Anders Johansson, Ingemar Wikström, Bo Persson, Ulf Thorsell (I)                                                                   |
| 2    | Ungarn       | Gábor Gergely, István Jónyer, Tibor Klampár, János Borzsei |
| 3    | Jugoslawien  | Dragutin Šurbek, Milivoj Karakašević, Antun Stipančić, Zlatko Čordaš, Bela Mesaroš (I), Zoran Kosanović (I), Lazar Kurtes (I), Lucic (I), Savnik (I), Damir Jurcic (I) |
| 4    | ČSSR         | Jaroslav Kunz, Milan Orlowski, Josef Dvořáček, Miroslav Schenk (I), Pavel Ovcarik (I)                                                                                  |
| 5    | UdSSR        | Stanislaw Gomozkov, Sarkis Sarkajan, Anatoli Strokatow, Bagrat Burnazjan, Pilosyan (I)                                                                                 |
| 6    | England      | Desmond Douglas, Nicky Jarvis, Denis Neale, Alan Hydes |
| 7    | Frankreich   | Patrick Birocheau, Jacques Secrétin, Jean-Claude Decret, Christian Martin, Rene Hatem                                                                                  |
| 8    | Deutschland  | Peter Stellwag, Jochen Leiß, Wilfried Lieck, Klaus Schmittinger, Manfred Baum                                                                                          |
| 9    | Rumänien     | Teodor Gheorghe, Serban Dobosi, Dorin Giurgiucă, Panait |
| 10   | Österreich   | Heinz Schlüter, Rudolf Weinmann, Josef Bauregger, Herbert Suda, Erwin Spangl, Günter Müller                                                                            |
| 11   | Dänemark     | Bjarne Grimstrup, Claus Pedersen, Niels Ramberg, Hansen, Eriksen (I)                                                                                                   |
| 12   | Niederlande  | Nico van Slobbe, Hans Lingen, Bert van der Helm, Carel Deken |
| 13   | Polen        | Andrzej Baranowski, Witold Woznica, Zbigniew Fraczyk, Stanislaw Fraczyk                                                                                                |
| 14   | Bulgarien    | Mitev, Georgi Damianov, Bojidar Guentchev, Karaivanov (I) |
| 15   | Italien      | Massimo Costantini, Stefano Bosi, Giovanni Bisi, Roberto Giontella, Luigi Manoni (I), Peterlini (I)                                                                    |
| 16   | Luxemburg    | Camille Pütz, Andre Hartmann, Oth, Jean Krier |
| 17   | Griechenland | Nikolaos Kostopoulos, Christos Christodoulatos, Konstantinos Priftis, John Mandilas, Emmanuel Diakakis, Dimitrios (I), Anghelos Makris (I)                             |
| 18   | Belgien      | Walter Dugardin, Norbert van de Walle, Daniel Nassaux, Roels (I) |
| 19   | Schweiz      | Laszlo Földy, Erwin Heri, Markus Frutschi, Gabriele Pampuri, Lexow (I), Jacques Versang (I)                                                                            |
| 20   | Finnland     | Pukkila, Serlo, Martti Autio, Pentii Vihko |
| 21   | Schottland   | Richard Yule, Eric Sutherland, David Fraser, Thomson |
| 22   | Norwegen     | John Grahl, Harald Meland, Pal Guttormsen, Knut Havag |
| 23   | Spanien      | Santa, Jose Luis Fernandez, Jose Feliu, Jose Lupon, Orlando |
| 24   | Wales        | Alan Griffiths, Michael Owen, Graham Davies, Ewerson (I) |
| 25   | Türkei       | Vasil Aleksandridis, Mahir Ozbajrac, Mahmute Tezcan, Tengirsenk, Cengiz, Mahir                                                                                         |
| 26   | Guernsey     | Gary Willcocks, Marsh, Maurice James |
| 27   | Jersey       | Harry Carver, Clive Hansford, David Hamon, Bruce Gallichan |

### Damen
| Rang | Nation       | Teilnehmer                                                                                        |
| ---- | ------------ | ------------------------------------------------------------------------------------------------- |
| 1    | UdSSR        | Elmira Antonyan, Soja Rudnowa, Swetlana Fedorova, Asta Gedraitite, Tatjana Ferdman (I)            |
| 2    | Ungarn       | Judit Magos, Beatrix Kisházi, Henriette Lotaller, Anna Molnar (I)                                 |
| 3    | ČSSR         | Alica Grofová, Hana Riedlova, Ludmila Smidova (I), Dubinova (I), Blanca Silhanova (I)             |
| 4    | England      | Linda Howard, Jill Hammersley, Karenza Mathews                                                    |
| 5    | Rumänien     | Maria Alexandru, Magdalena Leszay, Eleonora Vlaicov                                               |
| 6    | Deutschland  | Edit Wetzel, Wiebke Hendriksen, Ursula Hirschmüller                                               |
| 7    | Jugoslawien  | Eržebet Palatinuš, Eva Jeler, Erzebet Korpa, Dubravka Fabri, Branka Batinić (I), Irene Cordas (I) |
| 8    | Schweden     | Birgitta Radberg, Ann-Christin Hellman, Lena Andersson, Birgitta Olsson                           |
| 9    | Polen        | Danuta Calinska, Czeslawa Noworyta, Anna Przygoda                                                 |
| 10   | Bulgarien    | Emilia Neikova, Albertina Rangelova, Yordanka Doitshinova (I)                                     |
| 11   | Frankreich   | Claude Bergeret, D. Salka, Michele Gourmelon (I)                                                  |
| 12   | Griechenland | Stamatina Louka, Maria Louka, Eydoxia Ioannidu, Fotini Galanou                                    |
| 13   | Luxemburg    | Berthy Krier, Jeanny Dom, Arlette Reinert                                                         |
| 14   | Niederlande  | Marianne van der Vliet, Nora Bakker, N.Wagemakers                                                 |
| 15   | Schweiz      | Éva Földy, Vreni Lehmann, Catherine Boppe                                                         |
| 16   | Österreich   | Margret Wagner, Monika Sandpeck                                                                   |
| 17   | Belgien      | Marie-France Germiat, Lea van Heybeeck, Marie-France Petre, Mavis van Gelder (I)                  |
| 18   | Dänemark     | Susanne Poulsen, Annie Larsen, Narby (I)                                                          |
| 19   | Spanien      | Pilar Lupon, Montserrat Sanahuja, Dolores Uribe                                                   |
| 20   | Schottland   | Elaine Smith, Kathleen Angus, Grace Mc Kay, Patrice Fleming                                       |
| 21   | Türkei       | Derya Sokol, Perihan Guleogly, D.Kokel                                                            |
| 22   | Italien      | Fabrizia Saporetti, Sonia Milic, Francesca Marcone (I)                                            |
| 23   | Guernsey     | Kay Herquin, Ann Lesbirel, Dye (I)                                                                |
| 99   | Norwegen     | Bente Paulsen (I)                                                                                 |

(I) = nur in den Individualwettbewerben angetreten